# Vis viva
La vis viva (en latín, que significa 'violencia' o 'fuerza viva') fue una teoría científica obsoleta que sirvió como una primitiva y limitada formulación del principio de conservación de la energía. Fue la primera  descripción (conocida) de lo que ahora se llama energía cinética o de la energía relacionada con los movimientos sensibles.
Propuesta por Gottfried Leibniz en el período 1676-1689, la teoría fue polémica, ya que parecía oponerse a la teoría de la conservación del momento propugnada por sir Isaac Newton y René Descartes. Las dos teorías ahora se entiende que son complementarias.
Esta teoría fue finalmente incorporada en la teoría moderna de la energía aunque el término aún sobrevive en el contexto de la mecánica celeste a través de la ecuación de la fuerza viva.
El nombre de fuerza viva se conserva por razones históricas. Fue asignado por Leibniz a aquellas fuerzas que producen movimiento, en contraposición a las que él llamaba fuerzas muertas, que no dan lugar a movimiento alguno (por ejemplo, el peso de un cuerpo situado sobre un tablero horizontal). Leibniz la definió como mv2, siendo m la masa que una partícula  se está moviendo con una velocidad v, esto es, el duplo de lo que ahora se llama la energía cinética del sistema. El término ½mv2, que se reconoce como la mitad de la vis viva, aparece tan a menudo en las expresiones de la física que, desde hace ya más de un siglo, se estimó conveniente considerarlo como una magnitud física importante, a la que se le dio el nombre de energía cinética.

## Teorema de las fuerzas vivas
El trabajo efectuado sobre una partícula es igual a la variación que experimenta su energía cinética. 

{\displaystyle W=\Delta ({\frac {1}{2}}mv^{2})={\frac {1}{2}}\Delta (mv^{2})}

que constituye la expresión del llamado teorema de las fuerzas vivas o de la energía cinética.
El teorema de las fuerzas vivas, o teorema del trabajo y de la energía cinética como se le conoce actualmente, es de validez general, cualquiera que sea la naturaleza de las fuerzas conservativas que obren sobre la partícula.